# Saint-Georges-d’Aunay
Saint-Georges-d’Aunay település Franciaországban, Calvados megyében. Lakosainak száma 717 fő (2018. január 1.). Saint-Georges-d’Aunay Aunay-sur-Odon, La Bigne, Coulvain, Jurques, Longvillers, Maisoncelles-Pelvey, Ondefontaine és Tracy-Bocage községekkel határos.

## Népesség
A település népessége az elmúlt években az alábbi módon változott:
| Lakosok száma | 717  | 667  | 594  | 571  | 696  | 707  | 717  | 717  | 726  | 717  |
|               | 1962 | 1968 | 1982 | 1990 | 2006 | 2008 | 2013 | 2015 | 2017 | 2018 |